# Склерюс, Каетонас
Каето́нас Скле́рюс (лит. Kajetonas Sklėrius; варианты фамилии Склерюс, Шклерис, Шклерюс, Sklerius, Šklėrius, Šklėris, Šklėrys, Šklerys; 27 июля 1876, деревня Кунигишкяй Аникщяйского района — 14 января 1932, Каунас) — литовский художник живописец, скульптор, выдающийся аквалерист, один из основоположников литовской школы акварели.

## Биография
Родился в многодетной крестьянской семье. Учился в начальной школе в родной деревне Кунигишкяй (1886—1890), затем в Митаве; окончил гимназию в Поневеже (1896). В 1896—1903 годах учился в Училище технического рисования барона Штиглица в Санкт-Петербурге, изучал орнаментику и композицию, однако выбрал специальность скульптора и окончил студию М. А. Чижова.
Во время учёбы в Санкт-Петербурге летом 1902 года работал при реставрации костёла Святых апостолов Петра и Павла в Вильно. В 1903 году Склерюс жил в Вильно. В 1904—1915 годах преподавал рисование в коммерческом училище и женской прогимназии в Либаве. Здесь занимался театральной деятельностью. В 1905 году осуществил первую постановку литовского общества взаимопомощи спектакля «Америка в бане», ставил «живые картины».
В 1910 году заинтересовался техникой акварели и начал интенсивно писать.
В 1910, 1912 годах путешествовал по странам Западной Европы. В 1915—1917 годах жил и работал в Петрограде, затем в Таллине и Барановичах (1918), Каунасе (1919—1921), Москве (1921—1922).
С 1922 года преподавал в Каунасской художественной школе, преподавал скульптуру, рисование, акварель (в 1925—1929 годах директор). Среди его учеников — Пятрас Александравичюс, Юозас Микенас, Бронюс Пундзюс Наполеонас Пятрулис, Домицеле Тарабильдене, Витаутас Юркунас и другие известные художники и скульпторы Литвы. В 1922—1923 годах возглавлял в то время ещё только создававшуюся галерею М. К. Чюрлёниса. В Каунасе тесно общался с писателем каноником Юозасом Тумасом-Вайжгантасом. В этот период Склерюс создал свои самые зрелые произведения.
В 1929 и 1931 годах путешествовал по странам Западной Европы.
Скончался 14 января 1932 года в Каунасе. Был похоронен на каунасском Старом кладбище. При упразднении кладбища около 1960 года останки был перезахоронены на Пятрашюнском кладбище. На могиле установлен гранитный памятник с барельефом и надписью «Художник Каетонас Склерюс-Шклярис 1876–1932» („ Dailininkas Kajetonas Sklėrius-Šklerys 1876–1932“; скульпторы Пятрас Александравичюс и Юозас Пятрулис, 1967).

## Творчество
Участник выставок с 1908 года. Первая персональная выставка состоялась в Либаве в 1912 году. На ней экспонировалось, кроме других работ, 80 скульптур; большинство было продано. На персональной выставке в Либаве в 1913 году экспонировал произведения, созданные во время поездки по Европе. Персональные выставки проходили в Каунасе (1929; 1936).
В ранний период творчества занимался скульптурой («Моя мать», 1907; «Дети» (1909) и акварелью («Избушка», 1915; «Портрет эстонца», 1915). Позднее писал акварелью преимущественно пейзажи и портреты. Творчеству Склерюса свойственны сочетание элементов реализма и импрессионизма, поэтизация природы.

## Память
В 1933 году прежняя улица Пеледу в Каунасе была названа именем К. Склерюса. В 1967 году на доме, в котором художник жил в 1929—1932 годах, установлена мемориальная таблица с надписью на литовском языке „Šiame name 1929–1932 m. gyveno dailininkas Kajetonas Šklėrius“.
К 130-летию со дня рождения был выпущен почтовый конверт (художник Антанас Римантас Шакалис, 2006), состоялась юбилейная выставка в Каунасе.

## Творчество
- Склерюс (Sklėrius) Каетонас // Литва. Краткая энциклопедия. — Вильнюс: Главная редакция энциклопедий ЛитССР, 1989. — С. 548. — 672 с. — 22 000 экз.
- Mulevičienė, Jolita. Sklėrius Kajetonas // Visuotinė lietuvių enciklopedija (лит.) / Stasys Vaitiekūnas et al.. — Vilnius: Mokslo ir enciklopedijų leidybos institutas, 2012. — Т. XXI: Sama – Skłodowska. — С. 828. — 848 с. — 12 000 экз. — ISBN 978-5-420-01710-4.
- J. M. Sklėrius Kajetonas // Lietuvos dailininkų žodynas (лит.) / Sudarytoja Lijana Šatavičiūtė-Natalevičienė. — Vilnius: Lietuvos kultūros tyrimų institutas, 2013. — Т. III: 1918 – 1944. — С. 394 – 351 – 353. — 520 с. — ISBN 978-9955-868-63-7.